# Downstream (Netzwerk)

Downstream/download-Symbol

Downstream (deutsch „stromabwärts“) ist in der Telekommunikation und in Rechnernetzwerken der Anglizismus für einen Datenfluss, der von einem Netzbetreiber oder dem Internet zum Endgerät eines Nutzers stattfindet. Komplementärbegriff ist Upstream.

## Allgemeines
Downstream ist die Richtung des Datenflusses einer Kommunikationsverbindung vom Anbieter oder Internet (englisch head-end) zum Nutzer (englisch front-end). Downstream ist der Empfang von digitalen Daten eines Absenders. Der Begriff ist sowohl als richtungsbezeichnendes Adjektiv, wie auch als Anteil der verfügbaren Bandbreite als Substantiv gebräuchlich. Upstream ist die Gegenrichtung.

## Technische Aspekte
In der Telekommunikation gibt es einen Absender und mindestens einen Empfänger. Im Regelfall ist zwischen beiden eine bidirektionale oder – bei mehreren Nutzern – eine multidirektionale Kommunikation möglich, die durch Datenübertragung erfolgt. Lediglich bei Simplex ist die Übertragung in nur eine Richtung möglich (Rundfunk, Fernsehen, Audioverstärker zum Lautsprecher). Auch dem Downstream liegt eine Datenübertragung zugrunde. Die Arbeitsprozesse heißen entsprechend Download (deutsch „herunterladen“).
Bei einer Internet-Anwendung beispielsweise ist downstream der Datenfluss vom Internetdienstanbieter in Richtung Internet-Nutzer. Dabei ist die downstream-Bitrate entscheidend für die Downloadgeschwindigkeit. Bei asymmetrischen DSL-Anschlüssen liegt die Downstream-Bitrate deutlich über der Upstream-Bitrate.

## Anwendung

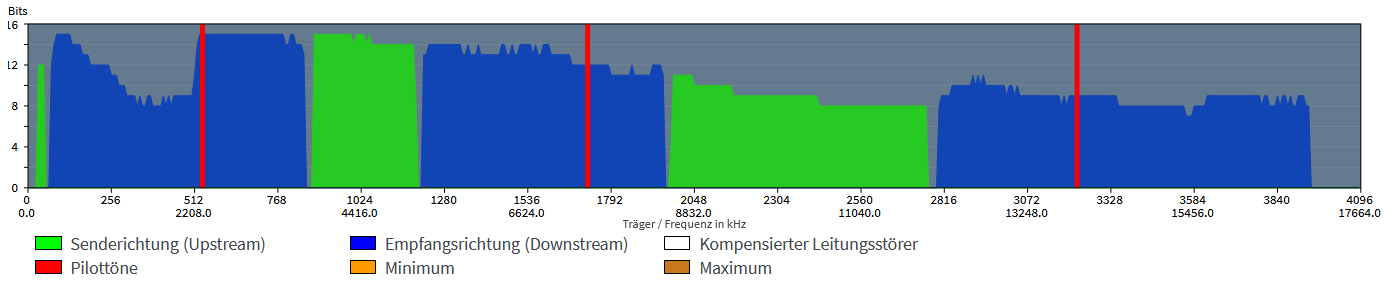
Verteilung von Down- und Upstream-Frequenzbereichen bei einer beispielhaften Verbindung nach VDSL2 17a G.Vector (ITU G.993.5)
Downstream (hier 100 Mbit/s)
Upstream (hier 40 Mbit/s)
Pilotton

Häufig besteht der Nutzen von Rechnernetzen in der Beantwortung von Anfragen etwa durch Suchbegriffe und damit der Belieferung mit Informationen und Nachrichten. Dies kommt im Client-Server-Konzept zum Ausdruck. Wenn diese Anfragen, gemessen an der Datenmenge oder Geschwindigkeitserwartungen, auf einer Netzstrecke (englisch link) in starkem Ungleichgewicht zu der Antwort stehen, werden asymmetrische Anschlusstechniken für diese betreffende Netzstrecke bevorzugt. Bei der Breitbandanbindung von Privathaushalten wird hierzu z. B. die Anschlusstechnik Very High Speed Digital Subscriber Line (VDSL) oder Asymmetric Digital Subscriber Line (ADSL) verwendet. Hierbei wird die limitierende Bandbreite ungleich in Downstream und Upstream aufgeteilt. Diese Asymmetrie variiert je nach verwendeter Norm, beispielsweise im Verhältnis 10:1 bei ADSL-over-ISDN (ITU-T G.992.1 Annex B), d. h. 10 Mbit/s Downstream und 1 Mbit/s Upstream.
Für die Einbindung von Unternehmen in Wide Area Networks (WAN) wie das Internet oder die Vernetzung innerhalb von Unternehmen kommt es häufig zu symmetrischen Anwendungsfällen, z. B. wenn das Versenden von Daten (Upload) eine höhere Bedeutung besitzt. Beim Einsatz von Peer-to-Peer-Anwendungen werden die zentralen Quellen (Server) entlastet oder aufgelöst, indem die Verbraucher diese Rolle (mit)übernehmen und sie einen Anteil ihrer Upstream-Bandbreite anderen Verbrauchern downstream zur Verfügung stellen.

## Andere Fachgebiete
Innerhalb von Konzernen werden verschiedene konzerninterne Transaktionen zwischen Muttergesellschaft und ihren Tochtergesellschaften und umgekehrt mit dem Begriff „Downstream“ bezeichnet. Darunter fallen die Kreditgewährungen von Muttergesellschaften an ihre Tochtergesellschaften (Downstream-Darlehen), die Übertragung von Liquidität an die Tochtergesellschaften im Rahmen des Konzernclearings oder Garantien von Muttergesellschaften zu Gunsten ihrer Tochtergesellschaften (Dowstream-Garantien). Das gilt auch für Ergebnisabführungsverträge, bei denen die Verluste der Tochtergesellschaften von der Muttergesellschaft ausgeglichen werden.